# Антоній (Стаховський)
Митрополит Антоній (Андрій Георгієвич Стаховський; 1671 (1672), Ріпки Ріпчинська сотня Гетьманської України  — 27 березня 1740, Тобольськ)  — український релігійний діяч, латиномовний поет, автор панегіріка на честь Гетьмана України Іоанна Мазепи.
Архієпископ Чернігівський РПЦ (безпатріаршої), префект Чернігівського колегіуму, митрополит Тобольський та всього Сибіру. Місіонер у Китаї та фіно-угорських країнах західного Сибіру.
1984  — причислений до лику святих Російської православної церкви у сонмі Собору сибірських святих.

## Життєпис
Народився в сім'ї священика із шляхтичів. Орієнтовно 1693–1695 рр.. навчався у Київській духовній академії. Під час навчання прийняв чернечий постриг з іменем Антоній.
1699  — був скарбником Чернігівської єпархії.
1700  — намісник чернігівського Борисоглібського монастиря.
1701  — став проповідником Чернігівської єпархії.
1709  — зведений в сан архімандрита і став настоятелем Новгородського Сіверського Спасо-Преображенського монастиря.

### Еміграція до Московії
20 вересня 1713 в Успенському соборі Московського кремля  — хіротонія в єпископа Чернігівського із зведенням в сан архієпископа.
7 грудня 1721 прибув до Тобольську. За 20 років перебування у Сибіру багато займався просвітницькою та місіонерською діяльністю серед корінних народів Югри — хантів та мансі. Місіонери скеровувалися Антонієм до Камчатки також до Китаю. Для проповіді християнства в Китаї 1725 при Вознесенському монастирі в Іркутську була відкрита російсько-монгольська школа.
У Тобольську розширив слов'яно-російську школу, ввів у ній викладання латинської мови, підняв загальний рівень освіти, збільшив термін навчання до шести років. У результаті учнів стало більше. До кінця його правління нараховувалося двісті шістдесят п'ять церков, чотирнадцять чоловічих та жіночих монастирів. При ньому вперше у Сибіру на Тагільському заводі для Софійського собору був відлитий великий дзвін на 1011 пудів.
Помер у віці біля 70-ти років. Похований у Софійському соборі Тобольську. Після нього залишилася обширна бібліотека, яку пізніше придбав для Тобольської семінарії митрополит Антоній (Нарожинськиий).

## Твори
- «Зерцало от Божественного Писания» (1705), написано силабічними віршами. Складається із віршів присвячених Гетьману Мазепі.
- «Сказание о Священном Писании» (1705)

За вказівкою митрополита Антонія і під його керівництвом у 1716-му був зроблений переклад з латинської «Історії» Тита Лівія.